# Andrea Da Passano
Andrea Da Passano, noto anche con lo pseudonimo di DaP (San Pietroburgo, 21 novembre 1905 – 8 agosto 1993), è stato un fumettista e illustratore italiano.

## Biografia
Figlio dei Elisabetta Saltykov ed Eugenio da Passano, a causa della Rivoluzione russa nel 1917 la famiglia si rifugiò a Parigi dove il giovane poté dedicarsi all'arte disegnando prima i costumi per le Folies Bergère e per il Moulin Rouge per poi dedicarsi all'illustrazione di manifesti cinematografici e collaborando alla rivista Le Sourire dal 1926 al 1932; si dedicò all'illustrazione anche di romanzi e divenne noto in Francia per la serie del 1932 "Le gigolo à travers les âges"; si trasferì poi a Londra e negli Stati Uniti e, nel 1938, a Genova e poi a Milano dove con il filosofo Tullio Castellani fondò un centro spirituale.Come fumettista esordì collaborando dal 1939 con la Edital alla collana Gli albi dell'allegria; dopo aver prestato servizio nella Marina Militare Italiana durante la Seconda Guerra Mondiale, tornò alla vita civile nel settembre del 1943 e iniziò a collaborare alla serie Audace della Bonelli per poi collaborare con altri editori come Valsecchi (1944) e nel 1946 con la Casa Editrice Edital di Milano; qui iniziò a firmare le sue opere DaP e divenne il principale disegnatore per la serie Chriche e Croc e per altre serie in collaborazione con lo sceneggiatore Roberto Renzi (1946-48). Con Gianluigi Bonelli nel 1947 realizzò la serie Ipnos pubblicata nella collana della Redazione Audace Gli Albi del Mistero; nello stesso periodo lavorò alle serie Roal, il Tarzan del mare (1947-1948), Rizza manina d'acciaio (1948, Roberto Renzi fu indagato e poi assolto insieme ad Andrea Da Passano per la pubblicazione) e Biancaneve (1948-49) con lo sceneggiatore Roberto Renzi; seguirono altre serie per altri editori come le Edizioni ESA e la Edital prima di partire per il Messico per lavorare a un programma educativo per l'UNESCO; trasferitosi in Messico fondò un centro culturale a Chapultepec e lavorò come grafico pubblicitario per diverse aziende come Ford, Palmolive, Gillette, Chevrolet, General Motors, Fab e Pepsi Cola e, in particolare per quest'ultima, ideò il personaggio di "Pepe Pepsicolero" e, tra il 1961 e il 1966 insegnò sociologia culturale all'Università di Guadalajara, realizzando al contempo illustrazioni per Editorial Novarro. Si trasferì poi in Texas nel 1968 e, nel 1977, a Los Angeles dove fondò il "Tempio della Scienza Esoterica" dedicato alla sessualità e alla magia. Buddista dagli anni '40, sviluppò un corso di yoga e divenne noto come esperto di argomenti esoterici tanto da comparire in programmi televisivi  durante gli anni '70 e '80. Durante gli anni '80 con lo pseudonimo DaP realizzò illustrazioni di alcuni libri (Bolitas, el Pececito Rojo (1980) e Group Training for Dogs (1983)).

## Opere
- 1984 Luce Bianca, una storia di reincarnazione
- 1987 Silenzio Interiore